# 264年
| 千纪： | 1千纪                                                                                           |
| 世纪： | 2世纪 \| 3世纪 \| 4世纪                                                                         |
| 年代： | 230年代 \| 240年代 \| 250年代 \| 260年代 \| 270年代 \| 280年代 \| 290年代                       |
| 年份： | 259年 \| 260年 \| 261年 \| 262年 \| 263年 \| 264年 \| 265年 \| 266年 \| 267年 \| 268年 \| 269年 |
| 纪年： | 甲申年（猴年）；曹魏景元五年，咸熙元年；东吴永安七年，元兴元年                                  |

## 大事记
- 中国
  - 鍾會與姜維等於成都發動叛亂，事敗被殺。
  - 晉公司馬昭獲晉封為晉王。
  - 吳景帝孫休托孤於丞相濮陽興後逝世，濮陽興未遵從他的意愿立太子孫𩅦為帝，接受萬彧和張布的勸說迎立孙皓成为孙吴皇帝。即位後不久濮陽興和張布對孫皓感到震驚和失望，結果被萬彧秘密向孫皓揭發，孫皓將兩人處斬，並夷三族。
  - 永安之戰，巴東太守罗宪守永安(四川奉节东)降魏。吴军围攻永安，魏荆州刺史胡烈率步骑二万攻西陵援罗宪，吴军撤走。
  - 豫章张节起事，被吴军镇压。

## 各国领袖

### 亞洲
- 中國（三国）
  - 曹魏皇帝：魏元帝曹奂（260年－265年）
    - 曹魏大將軍、录尚书事司马昭（255年－264年）

  - 孙吴皇帝：
    1. 吴景帝孙休（258年－264年）
    2. 吴末帝（乌程侯）孙皓（264年－280年）
- 拓跋部 - 拓跋力微, 鲜卑大人（219年－277年）
- 日本- 神功皇后（攝政，200年－270年）
- 朝鲜半岛（朝鲜三国时代）
  - 百济 - 古尔王，百济王 （234年－286年）
  - 伽耶 - 麻品王，伽耶君主（259年－291年）
  - 高句丽 - 中川王，高句丽王（248年－270年）
  - 新罗 - 味邹尼師今，新罗王（262年－284年）
- 亚美尼亚- 梯里达底三世，亚美尼亚王（252年－287年）
- 伊比利亚 - 
  - 米尔达特二世，伊比利亚国王（249年－265年）
  - Amazasp三世，伊比利亚国王（260年－265年）
- 贵霜帝国 - 婆什色迦（英语：Vāsishka），贵霜君主（240年－265年）
- 巴克特里亞与健馱邏國- Peroz一世（250年－265年）
- 波斯萨珊王朝 - 沙普尔一世，波斯国王（241年－272年）
- 印度笈多王朝 - 室利笈多（英语：Gupta (king)），笈多国王（240年－280年）
- 泰米尔哲罗王朝 - Perumkadungo（257年－287年）
- 西薩特拉普王朝- Rudrasen二世（256年－278年）

### 欧洲
- 罗马帝国 - 
  - 加里恩努斯，罗马皇帝（253年－268年）
  - 奥登纳图斯，东方（巴尔米拉）总督（258年－267年）
- 高卢帝国 - 波斯杜穆斯（260年－268年）

### 非洲
- 库施王朝 - Teqorideamani，（246年－266年）

## 逝世
- 李昭儀，劉禪嬪妃。
- 姜維，蜀漢重要將領（202年出生，62岁）。
- 張翼，蜀漢重要將領。
- 廖化，蜀漢重要將領。
- 宗預，蜀漢重要外交官。
- 衛繼，蜀漢大尚書。
- 蔣斌，蜀漢名臣蔣琬長子。
- 劉璿，劉禪長子。
- 鍾會，曹魏重要將領（225年出生，39岁）。
- 鄧艾，三國時曹魏名將（196年出生，68岁）。
- 鄧忠，鄧艾之子，曹魏將領。
- 师纂，曹魏将领。
- 孙休，東吴景帝（235年出生，29岁）。
- 濮陽興，東吳官員、丞相。
- 張布，東吳官員、丞相。
- 明元皇后郭氏，魏明帝曹叡第二任皇后。